# أنطونيا كلارك
أنطونيا كلارك (بالإنجليزية: Antonia Clarke)‏ هي ممثلة بريطانية، ولدت في 24 مايو 1994 في لندن في المملكة المتحدة.

## وصلات خارجية
- أنطونيا كلارك على موقع IMDb (الإنجليزية)
- أنطونيا كلارك على موقع ميتاكريتيك (الإنجليزية)
- أنطونيا كلارك على موقع روتن توميتوز (الإنجليزية)
- أنطونيا كلارك على موقع قاعدة بيانات الفيلم (الإنجليزية)